# ハヤセガメ
ハヤセガメ(Rheodytes leukops)は、爬虫綱カメ目ヘビクビガメ科ハヤセガメ属に分類されるカメ。本種のみでハヤセガメ属を構成する。

## 分布
オーストラリア（フィツロイ川水系）

## 形態
最大甲長26.2センチメートル。背甲は上から見ると楕円形。第1椎甲板は第2椎甲板と同じ横幅か、もしくは第1椎甲板が幅広い。背甲の色彩は褐色や暗褐色で、不鮮明な黄褐色の斑紋が点在する。腹甲は小型で、細長い。左右の喉甲板の間にある甲板（間喉甲板）は小型で、左右の肩甲板は接する。腹甲の色彩は黄褐色。
頭部はやや大型。瞬膜はない。頭部や頸部の色彩は背面がオリーブ色や褐色で、腹面が黄色や橙色。老齢個体では腹面の明色部が大きくなり色彩も強くなる。後肢の爪のある趾は5本。総排出口にある袋状の器官（粘膜嚢、副膀胱）に水を取りこみ、水中の溶存酸素を用いて呼吸する。本種はカメ目でもこの器官が最も発達し、曲頸亜目および潜頸亜目の一部では主に呼吸の補助器官として用いられる。尾は短く、断面は円形。
幼体は背甲が上から見ると円形で、椎甲板に筋状の盛りあがり（キール）がある。縁甲板の後縁が鋸状に尖る。

## 生態
底質が砂や岩の、流れの速い河川の急流（早瀬）やその周辺に生息する。属名Rheodytesは古代ギリシャ語で「渓流に潜るもの」の意。完全水棲で、産卵以外で上陸することはほぼない。空気呼吸を行うことも稀。
食性は動物食で、主に水生昆虫を食べるが、淡水棲の海綿動物なども食べた例がある。

## 人間との関係
日光浴や呼吸のために上陸や水面に現れることがないため、発見例は少なく生態について不明な点が多い。分布が限定的で、元々生息数は少ないと考えられている。